# 방글라데시 임시정부
방글라데시 임시정부(벵골어: বাংলাদেশের অস্থায়ী সরকার)는 1971년 4월 10일 동파키스탄의 방글라데시 독립 선언에 따라 수립되었다. 타주딘 아흐마드 총리가 이끄는 이 단체는 내각, 외교단, 의회, 군대, 라디오 서비스로 구성된 방글라데시 독립 전쟁의 최고 지도부였다.
1970년 총선 이후, 파키스탄 군사 정권은 선출된 입법자들에게 권력을 넘겨주는 것을 거부했고, 파키스탄 육군은 동파키스탄 국민들을 탄압했고, 동파키스탄의 선출된 정치 지도부는 독립을 선언했고 인도 정부의 지원을 받아 임시정부를 설립했다. 1971년 4월 17일 무지브나가르에서 내각이 선서를 했다. 정부는 인도 서벵골주의 주도인 콜카타에 본부를 두고 망명했다. 그것은 파키스탄의 시민 및 군사 서비스에서 많은 망명자들과 동파키스탄의 많은 주요 지식인들과 문화계 인사들을 끌어들였다.
정부는 점령된 방글라데시를 인도에 본부를 둔 행정 구역으로 나누고 선출된 주지사를 임명했다. 파키스탄군에 대한 무장 저항을 수행하고 난민 위기를 해결하는 데 인도 정부와 협력했다. 방글라데시는 또한 집단학살을 중단하고 난민 위기를 예방할 것을 요구하며 방글라데시의 독립에 대한 지지를 얻기 위한 국제 캠페인에 착수했다. 그것은 특사를 임명했고 많은 다른 도시들 중에서 뉴델리, 워싱턴 D.C. 그리고 런던에서 대표적인 사절단을 운영했다.

## 배경
1970년 파키스탄 총선은 1970년 12월 7일에 치러진 총선이다. 셰이크 무지부르 라흐만이 이끄는 아와미 연맹은 300석 중 160석을 확보하여 국회 다수당이 되었다. 선거가 마무리되면서 야히아 칸 대통령은 국민의회를 출범시킬 예정이었고, 선출된 입법자들은 새로운 헌법을 초안할 예정이었다. 아와미 연맹이 의회에서 다수를 차지하고 있는 상황에서 6점 요구 사항을 준수하는 헌법을 작성하는 데 장애물은 남아 있지 않았다. 결과적으로, 서파키스탄 야당과 군부 체제 사이의 불안감이 증가하고 있었다.
3월 1일, 야히아 칸은 3월 3일의 국회 개회를 무기한 야기했다. 그는 "정치 지도자들이 헌법 제정 문제에 대한 합리적인 이해에 도달할 수 있도록 더 많은 시간을 주는 것이 시급했다"라고 말했다. 셰이크 무지브르는 즉시 동파키스탄을 실질적으로 장악하면서 국민들의 비협조를 촉구했다. 무지부르는 사람들과 당 직원들에게 정기적인 지시를 계속 내렸다. 비협조는 즉각적인 성공이었다. 사람들은 자발적으로 군대에 의해 부과된 통행금지령을 무시했다. 3월 3일, 야히아 칸은 헌법에 대한 분쟁을 해결하기 위해 3월 10일 다카에서 원탁 회의가 열릴 것이라고 발표했다. 그러나 1971년 3월 7일, 대규모 집회 앞에서 역사적인 연설에서 셰이크 무지브르는 무기한 총파업을 요구하며, 그의 국민들에게 비상사태에 대비할 것을 요청하고 군사 정권에 최후통첩을 보냈다.
3월 15일, 야히아 칸은 다카에 도착했고 다음날 무지브르를 만났다. 그들 사이에는 3월 말까지 일련의 만남이 있었다. 야히아의 주장에 따라 서파키스탄 야당(PPP) 지도자 줄피카르 알리 부토가 3월 21일부터 그들과 합류했다. 무지부르는 야히아에게 그의 당이 서파키스탄의 이익을 해치지 않을 것이라고 확신시켰다. 그 회담 동안, 동파키스탄에서의 전쟁 준비 소식이 아와미 연맹 지도부에 전달되었다. 서파키스탄에서 병력과 무기가 집중되고 있었다. 무지부르는 야히아에게 증원군을 중지할 것을 촉구하며 그 결과를 경고했다. 아와미 연맹 지도부는 3월 24일 최종 협상이 열릴 것으로 예상했지만, 그날은 아무런 회의 없이 통과되었다. 3월 25일, 그들은 야히아의 사절단이 다카를 비밀리에 떠났다는 것을 알게 되었고, 논의가 끝나지 않은 채 평화적인 해결에 대한 희망을 잃었다.
셰이크 무지부르는 계속해서 그의 노동자들에게 안전한 곳으로 탈출하라고 명령했다. 무지부르는 무고한 파키스탄인들을 학살하는 구실로 사용될 것을 우려하여 3월 25일까지 탈출을 거부했다. 3월 25일, 야히아가 비밀리에 다카를 떠났던 날 밤, 파키스탄 군대는 그곳의 방글라데시 사람들을 단속하여 수천 명의 사람들을 죽였다. 전 국민과 마찬가지로, 아와미 연맹의 지도부는 깜짝 놀랐고, 그들은 뿔뿔이 흩어져 각자의 안전한 길을 찾느라 바빴고, 며칠 동안 서로 연락이 끊겼다.
셰이크 무지부르가 3월 25일 밤에 체포되었다는 것은 며칠 후에 알려졌다. 체포되기 전, 그는 라디오 메시지를 통해 방글라데시의 독립을 방송했다.

## 불만
지난 9월 바라사트에 본부를 둔 사우스존의 전국 및 도의회 의원 40명이 임시정부의 성과에 불만을 표시하는 성명을 발표했다. 그들은 총리의 지역 행정 위원회 명령(GA/810/345)을 취소하고 대신 아와미 연맹 회원들로 구성된 위원회를 구성할 것을 요청했다. 그들은 또한 '그들 중 누구도 아와미 연맹 회원이 아니며 아와미 연맹의 이념을 믿지 않는다'고 기획위원들에 대해 불평했다. 그들은 타주딘 아흐마드 총리의 내각과 아와미 연맹의 사임을 요구했다.
아와미 연맹의 학생 단체인 차트라 연맹은 처음에는 방글라데시 해방군(BLF)으로 불렸고 나중에는 무지브 바히니로 불렸다. 처음에는 무함마드 아툴 고니 오스마니가 방글라데시 정규군의 젊은이들을 모집하도록 위임했지만, 결국 인도 정보기관인 연구분석동(RAW)의 지원을 받아 독립적인 군대로 부상했다. 무지브 바히니는 여러 곳에서 정규군과 충돌했다. 정규군의 지역 사령관들과 오스마니는 정부가 그들을 같은 지휘하에 둘 것을 촉구했다. 타주딘 총리 자신은 10월 22일 회의에서 인도 관리들과 인디라 간디 총리에게 무지브 바히니에 대한 우려를 표명했다. 그러나 상황은 결코 개선되지 않았다.
8월까지 콘다케르 모스타크 아흐마드 외무장관과 그의 외교부 동료들은 정부 모르게 파키스탄의 핵심 동맹국인 미국과 비밀리에 연락을 취했다. 셰이크 무지부르가 반역죄로 파키스탄에서 재판을 받고 있는 가운데, 같은 단체가 '자유 아니면 무지부르' 교리를 퍼뜨리고 있었다. 인도 정보기관들은 모스타크가 방글라데시 대표단을 이끌고 뉴욕에서 열리는 유엔 총회에 참석하기 직전에 이 사실을 발견했다. 타주딘은 전쟁이 끝난 후인 12월에 모스타크를 유엔 대표단에서 해임했다.